# Notiphilides maximiliani
Notiphilides maximiliani är en mångfotingart som först beskrevs av Jean-Henri Humbert och Henri Saussure 1870.  Notiphilides maximiliani ingår i släktet Notiphilides och familjen kamjordkrypare. Inga underarter finns listade i Catalogue of Life.